# Igor Jelavić
Igor Jelavić (Split, 1962.), umirovljeni hrvatski nogometaš. Igrao je za Rijeku, Hajduk, Zagreb, Split i Solin. Otac je nogometaša Marija Jelavića.  Brat je blizanac majke Ivana Perišića Tihane.
Prve nogometne treninge odradio je u Omišu.
U Solinu je odigrao sezonu 1981./82. sa 16 nastupa i dva postignuta gola te 1982./83. s 15 nastupa i dva postignuta gola. U Splitu je bio 1984./85., odigrao 30 utakmica i postigao 8 pogodaka. Put ga je odveo u Rijeku u kojoj je igrao 1985./86. 26 utakmica, 1986./87. 28 utakmica i 1987./88. 31 utakmicu, bez postignutih golova. 1988/89. je opet u Hajduku i odigrao je 11 utakmica. 1989./90. i 1990./91. igra za Zagreb 27 utakmica.[nedostaje izvor]

## Vanjske poveznice
- Hajduk.hr
- Zerozero.pt